# Estrecho de Florida
El estrecho de Florida, también llamado estrecho de la Florida, es un estrecho de mar que separa la isla de Cuba, al sur, de la península de la Florida (Estados Unidos), al norte. Este estrecho conecta las aguas del océano Atlántico, al este, con las del golfo de México, al oeste, y es atravesado por la corriente del Golfo, que transporta de oeste a este agua cálida desde el golfo al Atlántico.
Tiene una anchura mínima de aproximadamente 150 kilómetros, entre el extremo norte en Key West y la costa cubana, y se ha determinado posee una profundidad de por lo menos 1800 m.

## Geografía
Tiene una longitud de 549 km, una anchura media de 162 km y una profundidad de 700 metros. Gran parte de su superficie está cubierta de corales de aguas frías de formas extrañas. El estrecho separa los Cayos de Florida (desde Dry Tortugas hasta Virginia Key) y la costa este de Florida de Cuba y las islas bahamenses de Andros y Gran Bahama.
El estrecho es el punto de cruce de la Corriente de Florida, una corriente cálida procedente del Golfo de México, que luego se une a la Corriente del Caribe para formar la Corriente del Golfo.

## Clima
El clima en el Estrecho de Florida se caracteriza principalmente por un clima marítimo subtropical a tropical. Esta región experimenta temperaturas cálidas, alta humedad y variaciones estacionales significativas en las precipitaciones. 
El Estrecho de Florida mantiene temperaturas cálidas durante todo el año. Las temperaturas promedio varían de alrededor de 20 °C (68 °F) en el invierno a 30 °C (86 °F) en el verano. Los meses de invierno (diciembre a febrero) son más templados, con temperaturas promedio que varían de 18 °C a 24 °C (64 °F a 75 °F). Los meses de verano (junio a septiembre) son más calurosos, con temperaturas que a menudo superan los 30 °C (86 °F).
El Estrecho de Florida experimenta una temporada de lluvias distinta de mayo a octubre, con el pico de precipitaciones ocurriendo de junio a septiembre. Este período coincide con la temporada de huracanes del Atlántico. La temporada seca se extiende de noviembre a abril, con significativamente menos lluvia en comparación con la temporada de lluvias. Sin embargo, frentes fríos ocasionales pueden traer lluvia durante los meses de invierno.

## Petróleo y gas
Se perforaron cinco pozos en aguas estatales al sur de los Cayos de Florida entre 1947 y 1962. Gulf Oil perforó tres pozos en aguas federales al sur de los Cayos de Florida en 1960 y 1961. Todos los pozos fueron pozos secos.
El límite entre las Zonas Económicas Exclusivas de los EE. UU. Y Cuba se encuentra a medio camino entre Cuba y Florida, según lo determina el Acuerdo de Límites Marítimos Cuba-Estados Unidos de 1977.

### Mar afuera de Cuba
Cuba tiene tres campos de producción de petróleo en alta mar a menos de 5 kilómetros de su costa norte frente a Florida. El Servicio Geológico de Estados Unidos estima que la Cuenca del Norte de Cuba contiene 5.500.000.000 de barriles (870.000.000 m³) de líquidos de petróleo no descubiertos y 9,8 billones de pies cúbicos de gas natural, casi todos en la parte costa afuera de la cuenca.
La cuestión de permitir la exploración de petróleo y gas en alta mar en Florida se convirtió en un tema muy controvertido en las elecciones estadounidenses de 2008. En una columna publicada el 5 de junio de 2008, el columnista sindicado George Will escribió que una compañía petrolera china estaba perforando en aguas cubanas a 100 km de la costa de Florida, afirmación que repitieron los candidatos a favor de la perforación en alta mar. De hecho, entonces no se estaba realizando ninguna perforación en esa parte de las aguas cubanas.
En 2004, la compañía petrolera española Repsol perforó en aguas profundas cubanas entre Cuba y los Cayos de Florida, y encontró un depósito de petróleo; el cual se consideró no comercial y el agujero se tapó. En octubre de 2008, Cuba firmó un acuerdo con la petrolera estatal brasileña Petrobras, que prevé que Petrobras realice perforaciones en busca de petróleo y gas en aguas profundas frente a la costa norte de Cuba. En julio de 2009, Cuba firmó un acuerdo con el gobierno ruso otorgando a la compañía petrolera rusa Zarubezhneft derechos de exploración petrolera frente a la costa norte de Cuba. En mayo de 2011, Petrobas se había retirado del acuerdo de 2008 debido a las malas perspectivas.

### Zona de Bahamas
En 2009, la empresa Bharat Petroleum Company Ltd., registrada en las Islas Malvinas, y la empresa noruega Statoil anunciaron una empresa conjunta para perforar en busca de petróleo en las aguas de las Bahamas al norte de Cuba y al sureste de Florida. El gobierno de las Bahamas ha indicado que las solicitudes de perforación costa afuera están suspendidas en espera de negociaciones con Cuba, los Estados Unidos y las Islas Turcas y Caicos sobre los límites exactos entre sus respectivas Zonas Económicas Exclusivas.

## Historia
El estrecho de Florida ha sido escenario de numerosos eventos históricos notables. Algunos de los eventos clave en su historia son:
Exploración Temprana y Era Colonial
Los pueblos indígenas, incluidos los Calusa y Tequesta, habitaban la región de Florida y probablemente navegaban las aguas del estrecho para pescar y comerciar. El explorador español Juan Ponce de León, es acreditado con el descubrimiento europeo de Florida en 1513. Sus expediciones marcaron el comienzo de la exploración española y los posteriores esfuerzos de colonización en la región. Durante los siglos XVI y XVII, las flotas de tesoro españolas navegaban regularmente por los Estrechos de Florida, transportando oro, plata y otros bienes valiosos desde las Américas a España. Estas flotas a menudo enfrentaban amenazas de huracanes y piratas.
Siglos XVIII y XIX
El estrecho de Florida era notoriamente conocido por las actividades de piratas. Piratas como Barbanegra y Jean Lafitte usaban las aguas de la región para atacar y saquear barcos.
Tras el Tratado Adams-Onís de 1819, Florida fue cedida en 1821 por España a Estados Unidos. El control del estrecho de Florida se volvió estratégicamente importante para la Armada de los Estados Unidos.
A lo largo del siglo XIX, el estrecho de Florida fue escenario de acciones militares durante las guerras semínolas, mientras Estados Unidos buscaba remover a los pueblos seminolas de Florida.
Siglo XX
A lo largo del siglo XX, el estrecho de Florida fueron una ruta crítica para los inmigrantes cubanos que huían de la agitación política y económica, especialmente durante y después de la Revolución Cubana en 1959.
El estrecho de Florida adquirieron importancia geopolítica durante la Crisis de los Misiles en Cuba (1962), cuando Estados Unidos impuso un bloqueo naval para evitar que la Unión Soviética entregara misiles nucleares a Cuba.
Un éxodo masivo de cubanos, conocido como el éxodo del Mariel, vio a más de 125,000 cubanos cruzar el estrecho de Florida para buscar asilo en Estados Unidos entre el 15 de abril de 1980 y el 31 de octubre de 1980.
Historia reciente
En tiempos contemporáneos, el estrecho de Florida sigue siendo una ruta esencial para el transporte marítimo internacional, y también es significativo por su rica biodiversidad marina e industrias pesqueras.
El estrecho continúa siendo una ruta para migrantes de Cuba y otras naciones del Caribe, lo que lleva a esfuerzos continuos por parte de la Guardia Costera de los Estados Unidos y otras agencias para gestionar y asegurar esta frontera marítima.

## Fauna
El Estrecho de Florida por su ubicación y condiciones ambientales, alberga una rica y diversa fauna marina. Esta biodiversidad no solo es crucial para los ecosistemas locales, sino que también tiene un impacto significativo en las industrias pesqueras y el turismo.
Entre los maíferos marinos, se observa la presencia del delfín Mular (Tursiops truncatus), comúnmente visto en estas aguas, y conocido por su inteligencia y comportamiento juguetón; como también del delfín Manchado del Atlántico (Stenella frontalis) que prefiere zonas  más profundas y es conocido por sus manchas distintivas.  En cuanto a ballenas, es posible observar ocasionalmente la presencia de la ballena de Bryde (Balaenoptera brydei), y de la ballena Piloto (Globicephala spp.) que a menudo se encuentra en grupos y es conocida por su comportamiento social. También hay manatíes, en especial el manatí de Florida (Trichechus manatus latirostris) que aunque prefiere aguas más tranquilas, a veces se aventuran en el Estrecho.
Entre los reptiles marinos hay abundancia de tortugas marinas. La tortuga verde (Chelonia mydas) es frecuentemente vista en los pastos marinos donde se alimenta; mientras que la tortuga Boba (Caretta caretta) es común en el Estrecho y conocida por sus largos viajes migratorios; por otra parte la tortuga Laúd (Dermochelys coriacea) aunque menos común, a veces se encuentra en estas aguas.
Entre los peces de arrecife se enuentra el pez Loro (Scaridae) que contribuye a la salud de los arrecifes al consumir algas, el pez Ángel (Pomacanthidae) conocido por sus colores vibrantes y el pez Mariposa (Chaetodontidae) común en los arrecifes de coral.
En los depredadores de grandes proporciones se destacan el tiburón Toro (Carcharhinus leucas) conocido por su agresividad y presencia en aguas costeras y estuarinas; y el tiburón Martillo (Sphyrnidae) del cual varias especies se encuentran en el Estrecho, incluyendo el tiburón martillo gigante.
Adosados a las rocas bajo la superficie se desarrollan corales. Se destacan el coral Cuerno de Alce (Acropora palmata) que desempeña un papel fundamental para formar la estructura de los arrecifes de coral; y el coral Cerebro (Diploria labyrinthiformis) conocido por su apariencia similar a un cerebro humano.
En cuanto a moluscos y crustáceos, habitan el estrecho la langosta Espinosa (Panulirus argus) que es un animal común en los arrecifes de coral y un recurso pesquero importante, y varias especies de caracolas (Strombus spp.) que se encuentran en los pastos marinos y arrecifes.
Entre las especies de aves marinas, se cuenta el pelícano Pardo (Pelecanus occidentalis) frecuentemente visto zambulléndose para pescar y la gaviota Reidora (Larus atricilla) que es común en las costas y conocida por su llamada distintiva.

## Cruce
La travesía a nado del estrecho fue realizada por la australiana Susan Maroney (con jaula anti-tiburones) en 1997 y la estadounidense Diana Nyad (sin jaula anti-tiburones) en 2013. Esta último tardó, a sus 64 años, 52 horas y 54 minutos en recorrer los 170 kilómetros entre La Habana y Cayo Hueso.